# Countryhumans

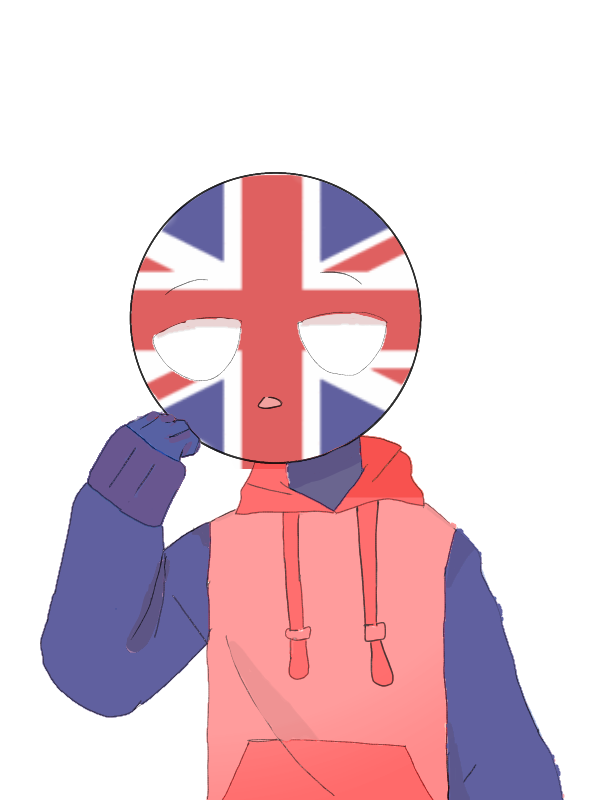
Countryhumansの姿でイラスト化されたイギリス

Countryhumans（カントリーヒューマンズ）は、ポーランドボールから派生したインターネット・ミーム、またはそのキャラクター群の総称。その他の国、地域、団体などのヒューマンズも現存、歴史上を問わずに描かれる。Youtubeなどの有名な動画投稿サイトでは2018年の下半期頃に流行したと考えられる。
CHやカンヒュなどの略称が用いられている。

## 歴史
ロシア版FacebookといわれるVKが発祥とされているが、インターネット・ミームのため詳細は不明。だが、ポーランドボールを擬人化したものがCountryhumansという新たな作品としてインターネットを通じて国際的な知名度を獲得した。
現在、確認できる最古の作品が、動画投稿サイトYouTubeでは2018年8月16日、画像投稿サイトPixivでは2018年8月19日であるため、遅くとも2018年夏頃には存在していたものと考えられている。
公式が存在しない代わりにインターネット上でのファンの創作活動が盛んであり、動画投稿サイトのYouTube、Bilibili、画像投稿サイトのPixiv、Instagram、Tumblr、短文投稿サイトのTwitter、Facebook、VK、Lofter等で多くの作品を見ることができる。
YouTubeを通してCountryhumansを用いたミーム動画が世界中に広がり、  現在ではYouTubeでも日本人の投稿者が多数存在している。

## 表現
主に擬球化と擬人化の両方の要素を兼ね備えたデザインが特徴だが、原作や公式ガイドラインが存在しないため、厳密な定義は存在しない。
国家、地域、団体などを人格化するコンテンツとして、国旗の球体化という点ではポーランドボールと共通しているものの、オリジナルとは異なり、口や四肢が描き加えられていることが特徴である。また、投稿者によっては髪や瞳孔を入れて描かれている事例も散見されており、国旗に国章やエンブレムがあしらわれているキャラクターは、眼帯などを代用することが多い。 また、Countryhumansのコミュニティでは、通常の球体化を伴わない、完全な人型キャラクターもCountryhumansに含まれる場合がある。または「にせカンヒュ」と呼ばれたりもする。キャラクターの人格もほとんどの場合、国民性やステレオタイプに基づいているが、投稿者の解釈によって同じ国でも設定が大きく異なる。
類似コンテンツとして、都市を擬人化した「Cityhumans (シティヒューマンズ)」、都道府県を擬人化した「都道府県ヒューマンズ」、天体を擬人化した「Planethumans (プラネットヒューマンズ)」、アプリケーションを擬人化した「Apphumans(複数の呼称あり)」などが存在する。これらも、オーソドックスなCountryhumansに類似した容姿で描かれることが多いが、より人間的な外見のものも多く存在する。しかし、そのような要素の強いものはオリジナルの「都市擬人化」「都道府県擬人化」「天体擬人化」「アプリケーション擬人化」作品として、別のコンテンツという扱いをされることも多い。
Countryhumansのコミュニティでは、皮肉や風刺を交えたエスニックジョークや、外交問題を含む描写、実在の人物・団体に触れる投稿など、閲覧者によっては不謹慎ともとれる投稿も含まれている。